# Esther Inglis
Esther Inglis, född 1571, död 1624, var en skotsk målare. 
Hon föddes i antingen London eller Dieppe, men växte upp och levde nästan hela sitt liv i Skottland. Hon var verksam som illustratör och kalligraf för böcker, broderade bokomslag, och målade porträtt, främst miniatyrer. Hon hade en framgångsrik karriär som hovkonstnär. 